# Sandro Botticelli
Sandro Botticelli, właśc. Alessandro di Mariano Filipepi (ur. 1 marca 1445 we Florencji, zm. przed 17 maja 1510 tamże) – włoski malarz szkoły florenckiej tworzący we wczesnym (quattrocento) oraz dojrzałym okresie odrodzenia.

## Rodzina
- Ojciec Mariano di Vanni Filipepi – garbarz
- Bracia:
  - Giovanni (ur. 1421) – kupiec o przydomku „Botticelli” (wł. beczułka; stąd zapewne wziął się też przydomek Alessandra)
  - Antonio (ur. 1431) – złotnik (wykonywał ramy, a także różne ozdoby, i stąd właśnie miał stały kontakt z artystami; w 1472 zapisany jako „artysta florencki” w gildii św. Łukasza, skąd możliwe, iż Alessandro czerpał inspirację bądź i naukę)
  - Simone (ur. 1444)

## Początki malarstwa
W 1470, w wieku 25 lat otworzył własną pracownię, w której wykonywał zamówienia bogatych rodzin florenckich – głównie rodu Medicich, zaś od 1472 znajdował się na liście w gildii św. Łukasza jako samodzielny malarz. Jego uczniami byli wówczas m.in. Filippino Lippi, syn mistrza, u którego uczył się Botticelli.
Większość życia spędził w rodzinnej Florencji, odbywając nieliczne podróże, m.in. do Rzymu, Pizy oraz prawdopodobnie do Mugello. Bardzo szybko znalazł mecenasów, rodzinę spokrewnioną z Medyceuszami. W tym domu malował aż do śmierci. W późniejszym okresie malarz uległ ascetycznej ideologii głoszonej przez Savonarolę, która istotnie wpłynęła na styl jego malarstwa.
W 1504, wraz z innymi wielkimi artystami florenckimi brał udział w naradzie, która miała ustalić miejsce ustawienia posągu Michała Anioła – Dawida.
Pod koniec życia stworzył niewiele dzieł. Z okresu pomiędzy 1504 a 1510 (rokiem śmierci) nie zachowały się żadne wzmianki o artyście.

## Twórczość

### Kształtowanie indywidualnego stylu
- Freski wykonane prawdopodobnie w młodości, nawiązujące w dużej mierze do stylu Lippiego, pokazujące także wpływ malarstwa Baldovinettiego, Verrocchia; w całej twórczości nawiązywał do Pollaiuola oraz Castagna:
  - Stojąca Madonna (obecnie: w kolekcji Gesch w Ajaccio)
  - Madonna della Loggia (obecnie: w Uffizi)
  - dwie Madonny (obecnie: w Luwrze)
  - Madonna ze św. Janem i dwoma aniołami (obecnie: Galleria dell’Accademia)

### Działalność artystyczna
Około 1470 na zlecenie dla Sala del Magistrato w Palazzo Della Mercanzia (siedziby sądu handlowego) powstała Alegoria Siły. Praca ta udowadnia wpływ Antonia del Pollaiuolo na Botticellego. W tym czasie artysta zrealizował także zlecenie od Medyceuszów na obraz ołtarzowy do kościoła Santa Elisabetta della Convertire, na którym przedstawił braci Giuliana i Lorenza Medicich jako świętych Kosmę i Damiana. Artysta zastosował kompozycję Sacra Conversazione (Uffizi). Dwa lata później Botticelli wykonał dla Medyceuszów dwa obrazy według przypowieści o Judycie i Holofernesie (Powrót Judyty oraz Odnalezienie ciała Holofernesa).
Św. Sebastian – duży obraz tablicowy – powstał w 1474 na zlecenie kościoła Santa Maria Maggiore we Florencji. Latem tego samego roku artysta zaczął pracę nad freskiem Wniebowzięcie w kaplicy Dell’Incoronata w katedrze Campo Santo w Pizie, który nie został ukończony, a w 1583 uległ zniszczeniu. Sztandar z Ateną stworzony rok później na zlecenie Giuliana Medici, wykazuje na związanie pracy artystycznej Botticellego z rodem Medyceuszów (znajdował się w ich pałacu Medyceuszów; uchodzi za zaginiony od czasu likwidacji kolekcji tego rodu).
Pokłon Trzech Króli – obraz wykonany latach 1476–1477 (Uffizi) dla kościoła Santa Maria Novella przedstawiający wiele osób  współczesnych artyście, np. Cosimo Medici starszy to postać klęcząca przed Madonną, natomiast Wawrzyniec Wspaniały z lewej strony to młodzieniec dumnie oparty na mieczu. Sam Botticelli uwiecznił się w prawej strony jako młody człowiek w żółtej szacie, o złocistych włosach.
- 1477 – La Primavera – Wiosna

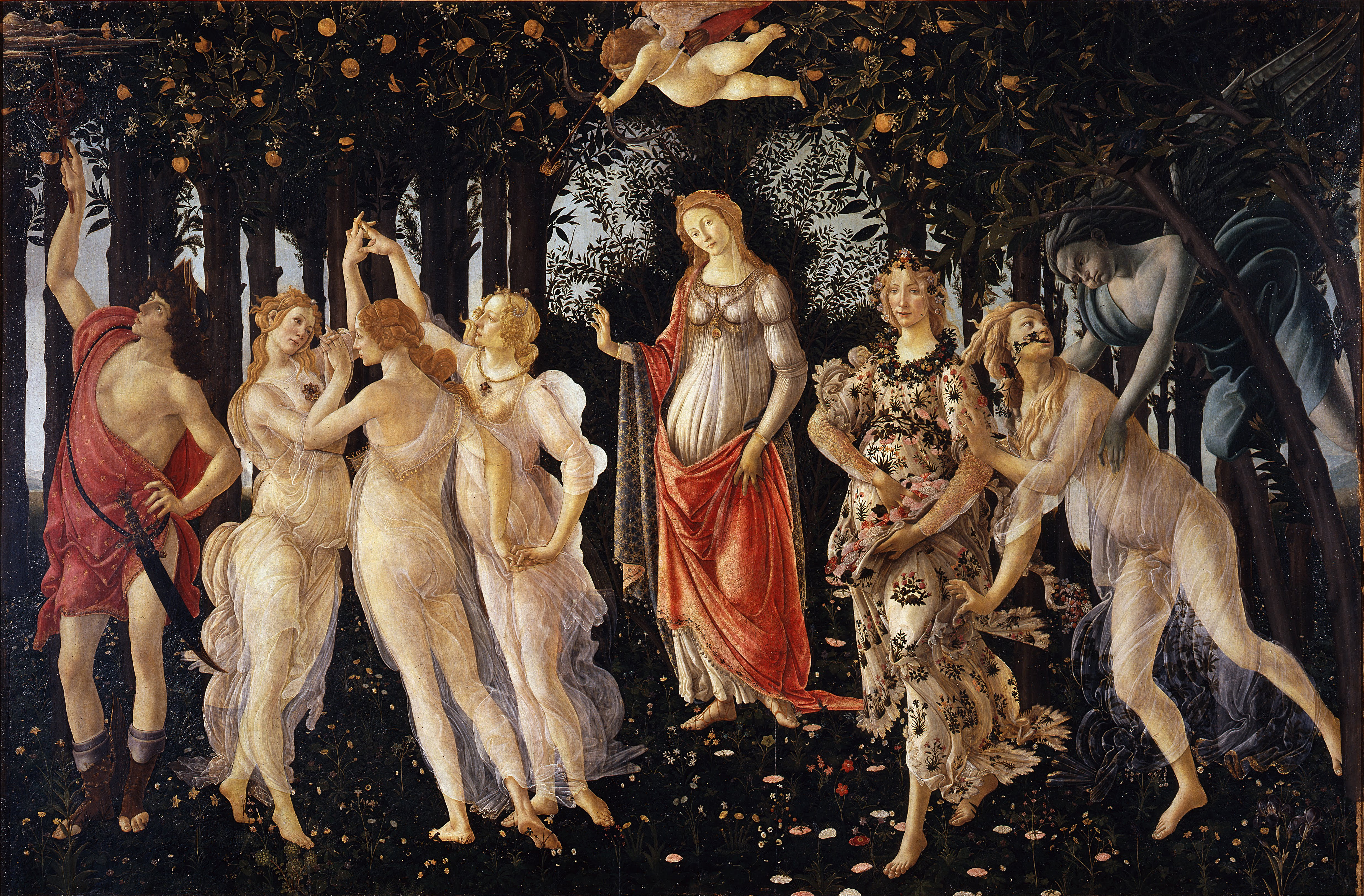
Wiosna

Narodziny Wenus

- 1478 lub też w lata 1484–1486 (datowanie niepewne) – Narodziny Wenus
- 1480 – fresk ze św. Augustynem – na zamówienie Vespuccich – charakteryzuje się niezwykłą monumentalnością, całość przedstawienia charakteryzuje energia i realizm
- 1481 – Zwiastowanie – w loggi Ospedale San Martino alla Scala

Od lata 1481 do wiosny/lata 1482 Botticelli pracował nad freskami w Kaplicy Sykstyńskiej w Rzymie na zlecenie papieża Sykstusa IV. Było to kilka portretów papieskich i trzy wielkie obrazy: Próby Mojżesza, Oczyszczenie trędowatego (znane też pod tytułem Kuszenie Chrystusa) i Uśmierzenie przez Mojżesza i Aarona buntu Korego, Datana i Abirona. Próby Mojżesza zawierają symultaniczne sceny przedstawiające Mojżesza zabijającego Egipcjanina, przepędzającego pasterzy napastujących córki Madianitów, pojącego trzody córek Jetry, rozmawiającego z Bogiem w krzaku ognistym, wyprowadzającego Izraelitów z Egiptu.
Na zlecenie Medyceuszów Botticelli wykonał obraz Atena ujarzmiająca centaura (datowanie niepewne). Istnieją dwie interpretacje tego dzieła: może ono być aluzją do bohaterskich czynów Wawrzyńca Wspaniałego, który zaprowadził pokój we Florencji po wojnie domowej, lub też alegorią dwoistości natury ludzkiej, w której mądrość panuje nad siłą i instynktami. W 1486 artysta przyjął zlecenie z kolei od Tornabuonich na freski w willi Tornabuoni-Lemmie z okazji ślubu Tornabuoniego. Są to sceny alegoryczne uznawane przez niektórych historyków sztuki za najambitniejsze i niosące najgłębszą treść spośród dzieł Botticellego (obecnie w Luwrze).

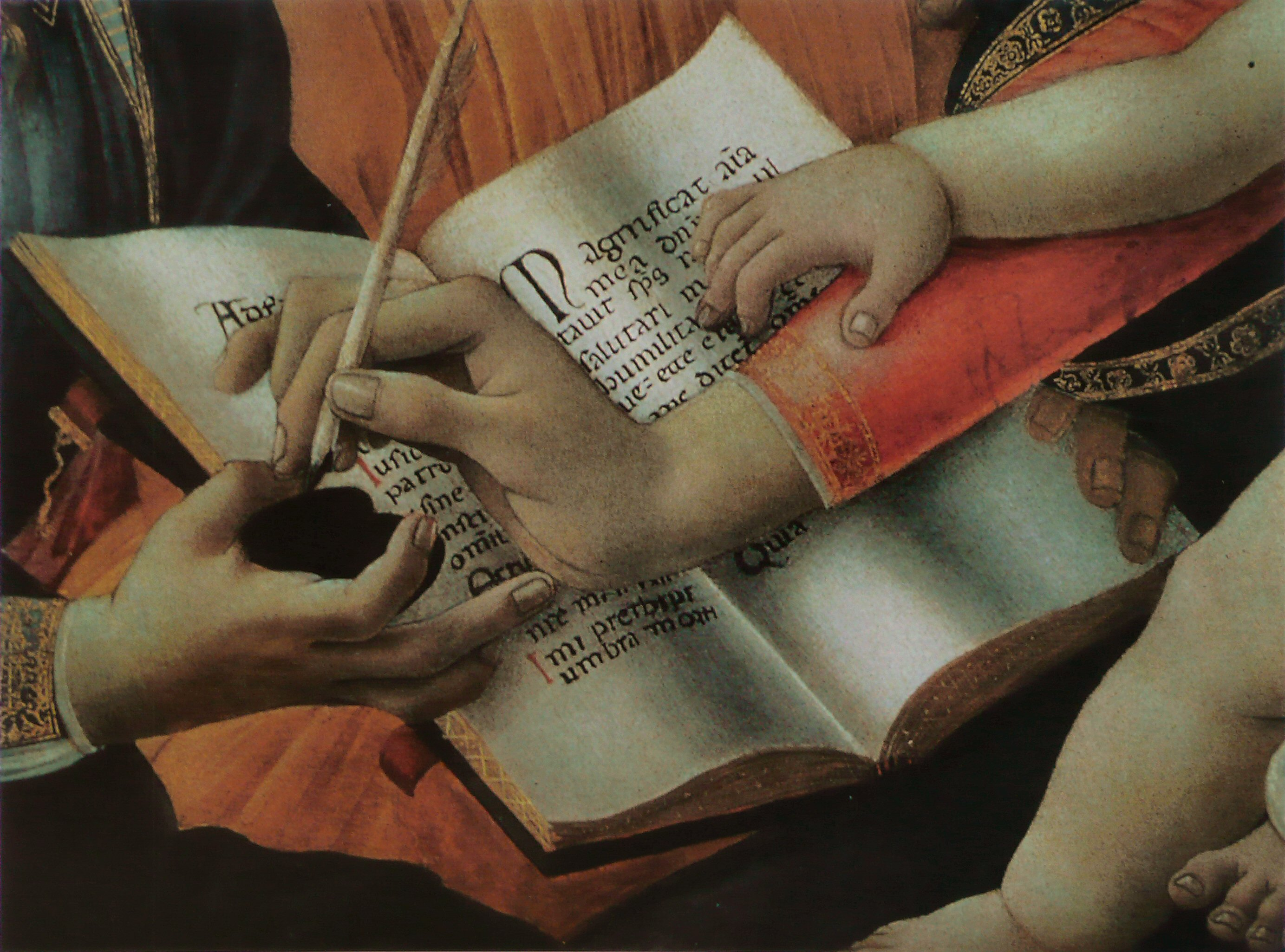
Otwarta księga – fragment obrazu Madonna del Magnificat

Obraz Madonna del Magnificat namalowany pomiędzy 1481 a 1485 wziął swoją nazwę od słów widocznych na kartach otwartej księgi. Maryja zapisuje słowa, które według Ewangelii Łukasza miała wygłosić podczas spotkania ze św. Elżbietą. Dzieciątko trzyma owoc granatu – symbol Zmartwychwstania. Jest to dojrzałe dzieło artysty o kolistej formie (tondo), w którą doskonale wpisują się przedstawione postacie.
- 1485 – Madonna na tronie z Janem Chrzcicielem i Janem Ewangelistą – dla kaplicy Angola Bardi w kościele Santo Spirito – obraz ołtarzowy (obecnie w Berlinie).

Zwiastowanie (1489–1490) wykonane zostało dla kaplicy Benedetta di ser Giovanni Guardi w kościele Santa Maria Magdalena de’Pazzi. Dzieło to doskonale obrazuje zmianę stylu, jaka dokonała się w twórczości Botticellego, z widocznym zanikiem dotychczasowego idyllicznego nastroju, za to z odczuwalnym silnym napięciem wyrażonym ostrymi kolorami i mocnym światłocieniem, nie stosowanym dotąd przez artystę.
Od 1490, czyli wystąpień dominikanina Savonaroli, Florencję dręczyły niepokoje społeczne i polityczne, a Botticelli w dużym stopniu uległ wpływowi jego moralizatorskich kazań. W jego obrazach z tego okresu odczuwalne są wewnętrzne rozterki artysty, a także (do 1500) wywołana miejscowymi wydarzeniami nuta tragizmu.
Po 1490 artysta pracował nad ilustracjami do Boskiej komedii. Niektórzy historycy sztuki uważają, że poemat był jedynie inspiracją. Z ręki Botticellego ostatecznie powstały 94 rysunki na pergaminie, obecnie znajdujące się w Bibliotece Watykańskiej oraz Staatliche Museen w Berlinie. La Calunna, czyli Oszczerstwo, według Apellesa powstała w 1497 na zamówienie Antonia Segniego, jako głęboka i skomplikowana scena alegoryczna. Obraz o tym tytule pierwotnie namalował Apelles, a opisał  Lukian. Tekst Lukiana został przytoczony przez Albertiego w traktacie O malarstwie, na czym prawdopodobnie opierał się Botticelli realizując własną wizję tematu. Niektórzy historycy sztuki sądzą, iż jest to jedno z nieudanych dzieł Botticellego, zaprzeczające jego prawdziwemu stylowi, bliskie manieryzmowi, gdzie kompozycja jest niespójna, kolory niedopasowane, a sama forma jest niewystarczająca do przedstawienia głębokiej idei, jaką pragnął artysta przedstawić.

## Podsumowanie twórczości
Botticelli nie wniósł do dziejów sztuki nowych rozwiązań artystycznych. Nie dbał on o harmonię świateł i cieni oraz ignorował szczegóły budowy anatomicznej ludzkiego ciała, świadomie zniekształcał proporcje, gdyż jego zamierzeniem nie było realistyczne przedstawienie, tylko oddanie charakteru konkretnej postaci. Nie starał się doskonale oddać perspektywy, nie poszukiwał głębi, przestrzeń w jego obrazach jest dość płaska. Nie stosował światłocienia, lecz inny środek wyrazu – linię (linearyzm). Styl Botticellego można określić mianem „poetyckiego”. Był to malarz kobiecego wdzięku. Tworzył doskonałą świetlistość szat oraz stosował naturalną dekoracyjność w przedstawieniu ruchu. Cechy dzieł Botticellego to także chłodny i czysty koloryt oraz precyzja rysunku.
Jednym z jego uczniów był Filippino Lippi – syn Fra Filippo. W XIX wieku stał się inspiracją dla Prerafaelitów.

## Dzieła artysty

### Obrazy mitologiczne
| nr | tytuł, zleceniodawca i miejsce przeznaczenia                                                | czas powstania | technika i wymiary                       | miejsce przechowywania      | ilustracja |
| -- | ------------------------------------------------------------------------------------------- | -------------- | ---------------------------------------- | --------------------------- | ---------- |
| 1. | La primavera (Wiosna) Giovanni i Lorenzo di Pierfrancesco de’ Medici                        | ok. 1477       | tempera na desce, 203 × 314 cm           | Galeria Uffizi, Florencja   |            |
| 2. | Pallas Atena i centaur Giovanni i Lorenzo di Pierfrancesco de’ Medici                       | lata 80. XV w. | tempera na płótnie, 207 × 148 cm         | Galeria Uffizi, Florencja   |            |
| 3. | Wenus i Mars                                                                                | ok. 1485       | tempera i olej na desce, 69,2 × 173,4 cm | National Gallery w Londynie |            |
| 4. | Narodziny Wenus Giovanni i Lorenzo di Pierfrancesco de’ Medici willa Medyceuszów w Castello | ok. 1485       | tempera na płótnie, 172,5 × 278,5 cm     | Galeria Uffizi, Florencja   |            |
| 5. | Oszczerstwo według Apellesa Antonio Segni                                                   | ok. 1495       | tempera na desce, 62 × 91,3 cm           | Galeria Uffizi, Florencja   |            |

### Obrazy religijne
- Powracająca Judyta – trzymana przez Judytę gałązka oliwna symbolizuje pokój jaki zapanuje w Izraelu dzięki tej głównej bohaterce sceny
- Derelitta – Opuszczona – tematyka obrazu odwołuje się do biblijnej paraboli o Tamar wypędzonej przez Alamana
- Narodziny mistyczne – obraz z 1500 roku[4], jedyny obraz datowany przez twórcę (posiada również inskrypcję). Prawdopodobnie jest to jedno z ostatnich dzieł stworzonych przez Botticellego[potrzebny przypis].

| nr  | tytuł, zleceniodawca i miejsce przeznaczenia                            | czas powstania                         | technika i wymiary                          | miejsce przechowywania                 | ilustracja                             |
| --- | ----------------------------------------------------------------------- | -------------------------------------- | ------------------------------------------- | -------------------------------------- | -------------------------------------- |
| 1.  | Alegoria siły                                                           | ok. 1470                               | tempera na desce, 167 × 87 cm               | Galeria Uffizi, Florencja              |                                        |
| 2.  | Madonna del Roseto (Madonna w ogrodzie różanym)                         | ok. 1470                               | tempera na desce, 124 × 64 cm               | Galeria Uffizi, Florencja              |                                        |
| 3.  | Św. Sebastian                                                           | ok. 1473                               | tempera na desce, 195 × 75 cm               | Gemäldegalerie                         |                                        |
| 4.  | Pokłon Trzech Króli kościół Santa Maria Novella we Florencji            | ok. 1475                               | tempera na desce, 111 × 134 cm              | Galeria Uffizi, Florencja              |                                        |
| 5.  | Odkrycie ciała Holofernesa Rodolfo Sirigatti                            | ok. 1470                               | tempera na desce, 31 × 25 cm                | Galeria Uffizi, Florencja              |                                        |
| 6.  | Powracająca Judyta Rodolfo Sirigatti                                    | ok. 1470                               | tempera na desce, 31 × 24 cm                | Galeria Uffizi, Florencja              |                                        |
| 7.  | freski z Kaplicy Sykstyńskiej w Rzymie                                  | freski z Kaplicy Sykstyńskiej w Rzymie | freski z Kaplicy Sykstyńskiej w Rzymie      | freski z Kaplicy Sykstyńskiej w Rzymie | freski z Kaplicy Sykstyńskiej w Rzymie |
|     | Próby Mojżesza                                                          | 1481–1482                              | fresk, 348,5 × 558 cm                       |                                        |                                        |
|     | Uśmierzenie przez Mojżesza i Aarona rebelii Korego, Datana i Abirona    | 1481–1482                              | fresk, 348,5 × 570 cm                       |                                        |                                        |
|     | Kuszenie Chrystusa                                                      | 1481–1482                              | fresk, 345,5 × 555 cm                       |                                        |                                        |
| 8.  | Madonna del Magnificat                                                  | między 1481 a 1485                     | tempera na desce, tondo o średnicy 118 cm   | Galeria Uffizi, Florencja              |                                        |
| 9.  | Madonna z Dzieciątkiem, św. Janem Chrzcicielem i Aniołem                | około 1488                             | tempera na desce, tondo 111 × 108 cm        | Muzeum Narodowe, Warszawa              |                                        |
| 10. | Madonna z owocem granatu Pałac Vecchio                                  | prawdopodobnie 1487                    | tempera na desce, tondo o średnicy 143,5 cm | Galeria Uffizi, Florencja              |                                        |
| 11. | Koronacja Marii cech złotników kaplica San Aló w kościele San Marco     | między 1488 a 1490                     | tempera na desce, 378 × 258, cm             | Galeria Uffizi, Florencja              |                                        |
| 12. | Madonna na tronie z aniołami i świętymi kościół San Barnaba             | ok. 1488                               | tempera na desce, 168 × 280 cm              | Galeria Uffizi, Florencja              |                                        |
| 13. | Zwiastowanie (Zwiastowanie z Cestello) Benedetto di Ser Giovanni Guardi | ok. 1490                               | tempera na desce, 150 × 156 cm              | Galeria Uffizi, Florencja              |                                        |
| 14. | Św. Augustyn w celi                                                     | lata 90. XV w.                         | tempera na desce, 41 × 27 cm                | Galeria Uffizi, Florencja              |                                        |
| 15. | Madonna z Dzieciątkiem (lub Madonna z księgą)                           | ok. 1480                               | deska, 58 × 39,6 cm                         | Muzeum Poldi Pezzoli, Mediolan         |                                        |
| 16. | Opłakiwanie Chrystusa                                                   | 1490–1500                              | tempera na desce, 106 × 71 cm               | Muzeum Poldi Pezzoli, Mediolan         |                                        |
| 17. | Opłakiwanie Chrystusa                                                   | 1490–1500                              | tempera na desce, 140 × 207 cm              | Stara Pinakoteka, Monachium            |                                        |
| 18. | Derelitta (Opuszczona)                                                  | po 1490                                | tempera na desce, 47 × 41 cm                | Kolekcja Pallavicini, Rzym             |                                        |
| 19. | Narodziny mistyczne                                                     | 1500                                   | olej na płótnie, 108,6 × 74,9 cm            | National Gallery w Londynie            |                                        |
| 20. | Madonna z Dzieciątkiem i ośmioma aniołami                               | 1482–1483                              | tempera na desce, tondo średnica 135 cm     | Gemäldegalerie                         |                                        |

### Portrety
- Portret Giulia Medici (między 1472 a 1475, Berlin) – jest to jeden z czterech znanych portretów tej postaci, wszystkie zostały namalowane w tym samym okresie (pozostałe znajdują się w Waszyngtonie, Bergamo i Mediolanie).
- Portret młodzieńca (ok. 1470, Galleria Palatina) – historycy sztuki przypisywali ten obraz twórczości wielu malarzy (np. Castagna, Piera di Zosimo, Lippiego, Ghirlandaia). Możliwe, iż jest to autoportret.
- Portret nieznajomego z medalem – złoty medal z podobizną Cosima starszego trzymany przez sportretowanego zdaje się sugerować, iż obraz przedstawia kogoś z kręgu dworu Medyceuszów. Istnieje hipoteza iż jest to Pico Della Miarandola. Inna głosi, że jest to brat Botticellego – Antonio.

| nr | tytuł                          | czas powstania             | technika i wymiary                      | miejsce przechowywania                    | ilustracja |
| -- | ------------------------------ | -------------------------- | --------------------------------------- | ----------------------------------------- | ---------- |
| 1. | Portret Giuliano de’ Medici    | ok. 1478/1480              | tempera na desce, 75,5 × 52,5 cm        | National Gallery of Art Waszyngton        |            |
| 2. | Portret Giulia Medici          | między 1472 a 1475         | tempera na desce, 54 × 36 cm            | Gemäldegalerie                            |            |
| 3. | Portret Simonetty Vespucci     | ok. 1476–1480              | tempera na desce, 47,5 × 35 cm          | Gemäldegalerie                            |            |
| 4. | Portret młodzieńca             | ok. 1470                   | deska, 51 × 33,7 cm                     | Galleria Palatina, Pałac Pitti, Florencja |            |
| 5. | Portret nieznajomego z medalem | 1474/75                    | tempera na desce, 57,5 × 44 cm          | Galeria Uffizi, Florencja                 |            |
| 6. | Portret młodego mężczyzny      | prawdopodobnie ok. 1480–85 | tempera i olej na desce, 37,5 × 28,3 cm | National Gallery w Londynie               |            |
| 7. | Portret młodej kobiety         | 1485                       | tempera na desce, 61,3 × 40,5 cm        | Galleria Palatina, Pałac Pitti, Florencja |            |

## Inne dzieła
- Okrutne łowy, 1483 tempera na desce 82 × 138 cm, 82 × 138 cm, 84 × 142 cm Prado
- Madonna z Dzieciątkiem i dwoma aniołami, ok. 1468–1469, tempera na desce 100 × 71 cm, Museo di Campodimonte Neapol